# Mitja Brodar
Mitja (Demetrij) Brodar, slovenski geolog, arheolog in paleontolog, * 13. januar 1921, Ljubljana, † 16. februar 2012, Ljubljana.
1949 diplomiral na gradbenem oddelku Tehniške fakultete v Ljubljani, 1953 je opravil še diplomo iz geologije in paleontologije na Prirodoslovni matematični fakulteti v Ljubljani in 1959 doktoriral. Njegov oče je bil naravoslovec in arheolog Srečko Brodar.

## Delo
Od 1951 zaposlen na SAZU, delal na sekciji za arheologijo. Najprej je pomagal pri izkopavanjih v Betalovem spodmolu, Postojnski in Otoški jami, v Parskem kalu in v jami v Lozi. Na njegovo pobudo je bil 1972 ustanovljen Inštitut za arheologijo, katerega predstojnik je bil do 1982, kasneje tudi predsednik njegovega znanstvenega sveta. 1997 je bil imenovan za častnega člana ZRC SAZU zaradi svojega življenjskega dela, s katerim je utemeljil in uveljavil slovensko paleolitsko arheologijo.
Dr. Brodar je raziskal vrsto paleolitskih jam in jih sam tudi nekaj odkril. Najprej je pomagal pri izkopavanjih v Betalovem spodmolu, Postojnski in Otoški jami, v Parskem kalu in v jami v Lozi. Kasneje je bil prisoten oz. je vodil še izkopavanja v Ciganski jami, jamah Divje babe, Parski golobini, Pod Črmukljo, Poglejski cerkvi, Podrisovcu, Vilharjevi jami, Mamuli. Sodeloval je tudi pri raziskavah v raznih krajih Jugoslavije – najpomembnejše med njimi so raziskave v Crveni stijeni pri Nikšiću. 
Njegovo glavno odkritje je paleolitska postaja Mokriška jama nad dolino Kamniške Bistrice (znana tudi kot Medvedja jama), kjer je vodil izkopavanja med 1954 in 1960. Mogoče je bilo dokazati dokazati, da gre za aurignacien, soroden tistemu v Potočki zijalki. Preko analize teh in ostalih najdb je podrobno proučil tipologijo koščenih konic in ugotovil dva osnovna tipa: tip Potočke zijalke in tip Mokriške jame – te ugotovitve so bile v Evropi splošno sprejete.
V jamskih izkopavanjih je začel dosledno uporabljati sistem koordinacijske mreže. Uspešno je dopolnil metodo Leisove granulacijske analize in napisal razpravo o statističnih metodah za klasifikacijo paleolitskih kultur. Rezultate svojih raziskovanj je sproti objavljal v domačih in osrednjih evropskih paleolitskih revijah ter zbornikih prazgodovinskih kongresov.
Njegovo veliko delo je tudi monografija o Potočki zijalki, ki jo je napisal skupaj z očetom, akademikom Srečkom Brodarjem. Ogromno je storil za organizacijo slovenske arheološke stroke. Aktiven je bil v uglednih mednarodnih strokovnih organizacijah, med njimi je bil kot prvi Slovenec izvoljen v Conseil Permanent svetovnega združenja UISPP. 

#### Piščal iz jame Divje babe I
V zvezi z najdbo piščali v jami Divje babe I zagovarja Brodar tezo, ki pravi, da je piščal delo sodobnega človeka, saj naj neandertalec še ne bi bil zmožen izdelovanja glasbil. Če je teza pravilna, bi to pomenilo, da so bile izvedene radiometrične datacije napačne in da Slovenci nimamo najstarejšega ohranjenega glasbila na svetu, zato mu številni (predvsem slovenski) znanstveniki oporekajo.

#### Temeljna dela
Crvena stijena, Mokriška jama - nova visokoalpska aurignaška postaja v Jugoslaviji, Potočka zijalka - visokogorska postaja aurignacienskih lovcev (s S. Brodarjem) idr.
- Stara kamena doba v Sloveniji = Altsteinzeit in Slowenien (2009, Ljubljana, samozal., 717 str.)